# Vale de Kodori
O vale de Kodori (em abecásio Кәыдырҭа; em georgiano კოდორის ხეობა), também conhecido como desfiladeiro de Kodori, é um vale na Abecásia, república autônoma separatista da Geórgia, que serve como a fronteira de facto entre o governo georgiano e os territórios controlados pelas forças secessionistas abecásias. A parte superior do vale, povoada pelos suanos, é a única parte do território da Abecásia antes de 1993 atualmente sob controle direto do governo central georgiano, que chama a área oficialmente de Alta Abecásia (em georgiano ზემო აფხაზეთი, transl. Zemo Abkhazeti).

## Descrição

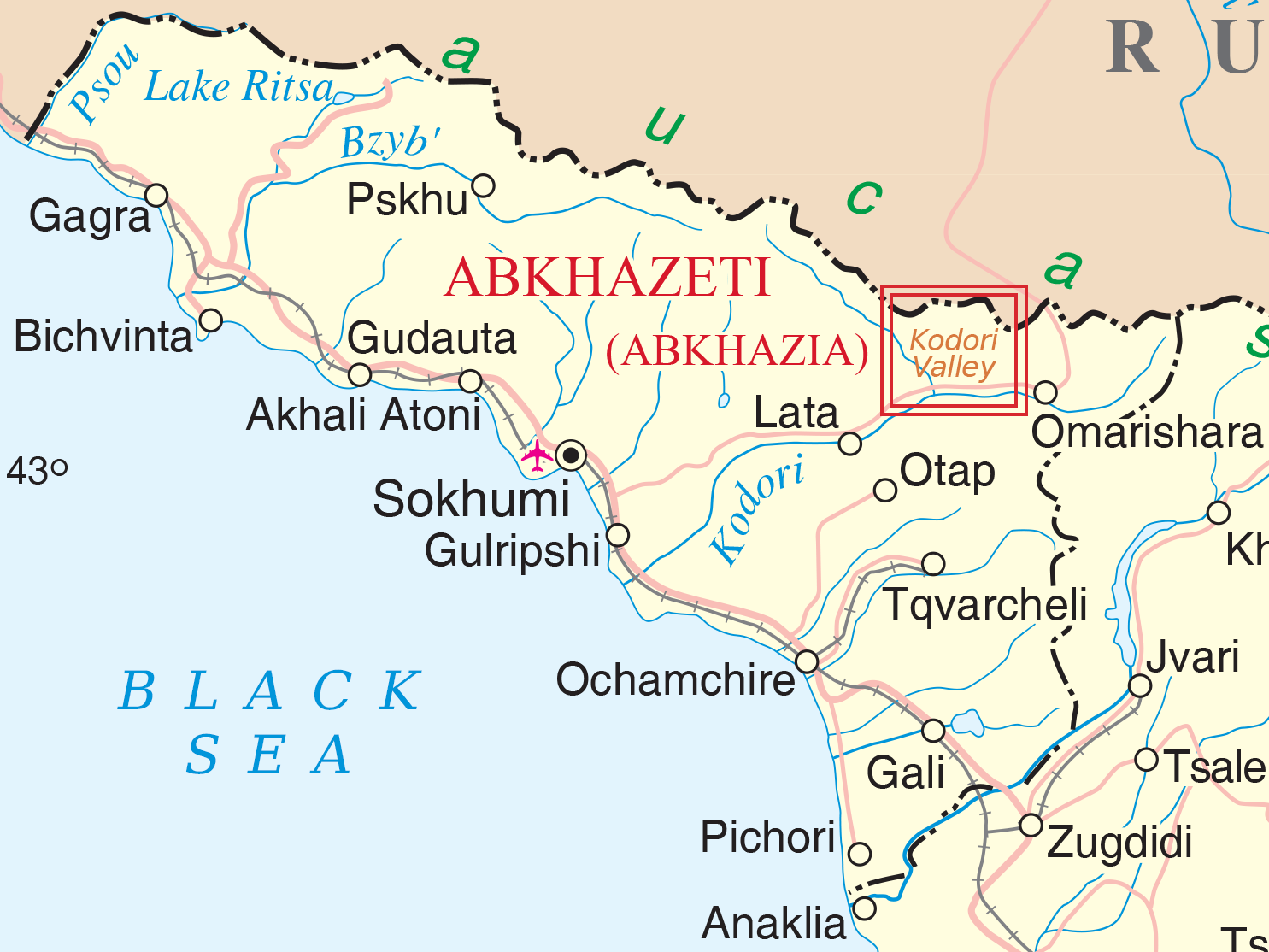
Mapa da Abecásia mostrando a localização do desfiladeiro de Kodori.

O vale de Kodori, que ocupa boa parte da Alta Abecásia, se localiza nos trechos mais altos do rio Kodori, na parte noroeste da Abecásia, a pouco mais de 60 quilômetros além da fronteira administrativa oficial daquela região com o resto da Geórgia. Está a cerca de 30 km distante, pelo litoral, da capital abecásia, Sucumi. A uma altitude que varia de 1300 a 3984 m, a área do vale cobre uma série de paisagens diferentes, de florestas alpinas de coníferas até trechos de neve permanente.
O clima é alpino, úmido, com muita neve nos invernos. A precipitação anual varia de 1600 a mais de 2000 mm (120 mm em janeiro, 160 mm em abril, 180 mm em julho, 160 mm em outubro). A média de dias em que o vale permanece coberto pela neve é de cerca de 180 dias. As temperaturas variam de -3ºC, no inverno, a 28 °C, no verão.
O vale é povoado por diversos aldeias, das quais as principais são Chkhara, Omarishara, Zemo Azhara, Kvemo Azhara e Lata. Administrativamente, é uma parte de facto e de jure da Alta Abecásia, reclamada pela República da Abecásia como parte do seu distrito de Gulripsh. De acordo com o último censo georgiano (2002), a população da parte do vale controlada pela Geórgia era de 1956 habitantes, dos quais 1912 eram etnicamente georgianos (suanos).

## História recente
Os rios Kodori e Inguri foram estabelecidos como a linha de cessar-fogo, no conflito georgiano-abecásio, de acordo com os acordos de 1994. Juntamente com o setor de Gali, é uma das duas áreas que continuam a ser habitadas por georgianos, que constituíam 46% da população da Abecásia pré-guerra, e formavam o maior grupo étnico na região.
Sob o mandato expandido da UNOMIG (United Nations Observer Mission in Georgia, Missão de Observação das Nações Unidas na Geórgia), regulamentado pela Resolução 937 de 1994 das Nações Unidas, a missão possui duas tarefas no vale de Kodori: monitorar a retirada das tropas georgianas do vale para posições além das fronteiras da Abecásia, e patrulhar o vale de Kodori regularmente.
Embora não tenha ocorrido qualquer atividade militar real no chamado corredor de Kodori, aconteceram alguns incidentes de relevância:
- Três incidentes de sequestro envolvendo UNMOs ocorreram no vale de Kodori, em outubro de 1999, junho de 2000 e dezembro de 2000. Em todos os casos, os reféns foram libertados.

- Em 8 de outubro de 2001, um helicóptero da UNOMIG foi derrubado por desconhecidos, resultando na morte de nove pessoas.

- Crise de 2001 no vale de Kodori: No outono de 2001 um grupo de combatentes chechenos, liderados por Ruslan Gelayev, adentrou o desfiladeiro pelo lado georgiano, abalando seriamente as relações georgianas-abecásias. A força aérea russa passou a realizar bombardeios sobre os combatentes chechenos e, de acordo com as autoridades locais, cerca de 15% da população foi obrigada a abandonar suas casas e instalar-se, como refugiados, em Tbilisi. A Geórgia respondeu com o deslocamento de tropas para a região - uma medida condenada pela Abecásia e pela ONU.[1] Os chechenos foram derrotados, eventualmente, pelas forças russo-abecásias.

- Incidente militar russo: Em 2 de abril de 2002, as forças georgianas e abecásias assinaram um acordo de desmilitarização para o vale de Kodori. A retirada, com o monitoramento da UNOMIG, de 350 soldados georgianos terminou no dia 10 de abril. No entanto, na manhã do dia 12, cerca de 100 soldados russos entraram o desfiladeiro de Kodori sem qualquer espécie de decisão da ONU que as sancionasse como forças de paz. Foram prontamente cercados pelas forças do Ministério de Defesa da Geórgia. Um possível conflito armado só foi prevenido pela ida do então presidente da Geórgia, Eduard Shevardnadze, a Kodori, para tentar controlar a situação. Os representantes da ONU no palco do conflito também condenaram o ato russo, até que no dia 14 de abril a unidade especial russa abandonou a região.

- Crise de 2006 no vale de Kodori: Em julho de 2006, a Geórgia mandou forças especiais do Ministério do Interior para desarmar um líder paramilitar local que desafiava o governo central, Emzar Kvitsiani. Com a restauração da jurisdição georgiana sobre a área, o presidente da Geórgia ordenou que o governo da Abecásia no exílio, sediado em Tbilisi, fosse deslocado para o vale de Kodori, onde funcionaria como um centro administrativo temporário da Abecásia separatista. Para este propósito, um ambicioso projeto foi lançado pelo governo para ajustar a infraestrutura do vale à sua nova função política. Recentemente, o governo da Geórgia permitiu que a UNOMIG monitorasse a parte alta do desfiladeiro, juntamente com a parte baixa, controlada pelos separatistas, porém somente após uma hesitação inicial permitiu que forças de paz russas participassem da operação de monitoramento.

Uma patrulha conjunta de observadores da ONU e das tropas de paz russas encontrou a presença de 550 soldados na parte alta do desfiladeiro, como resultado deste monitoramento realizado no dia 12 de outubro de 2006. A missão da ONU também declarou, no dia seguinte, que o monitoramento teria revelado a presença de morteiros e uma bateria anti-aérea no desfiladeiro, que de acordo com a versão georgiana teriam sido apreendidos de milícias locais numa operação realizada no fim de julho daquele ano.
- Incidente do helicóptero de 2007 na Geórgia: Na noite de 11 de março de 2007 três helicópteros de ataque Mi-24 bombardearam a vila de Chkhalta, que servia como quartel-general temporário do governo da República Autônoma Abecásia. A sede do governo foi danificada, porém não houve feridos. A Geórgia acusou a Rússia de ter realizado o ataque; embora a Rússia tenha negado oficialmente, um oficial russo declarou que este teria sido um "sinal bem claro" para a Geórgia.[3]

- Incidente de 20 de setembro de 2007: O Ministério do Interior da Geórgia relatou um conflito armado com um grupo subversivo abecásio que havia tentado penetrar a área controlada pela Geórgia, onde a construção duma nova rodovia estava ocorrendo. Dois milicianos abecásios foram mortos, um foi ferido e seis detidos pela unidade de polícia georgiana.[4] O líder abecásio Sergei Bagapsh havia avisado anteriormente que as autoridades de facto se reservavam o direito de tomar medidas a qualquer momento para ganhar o controle da parte alta do vale do Kodori.[5] No mesmo dia, um enfrentamento armado entre as forças de paz russas e guardas de fronteira abecásios deixou dois mortos.[6]